# Söderberga
Söderberga är en tidigare småort i Ekerö kommun, Stockholms län, belägen på södra delen av Färingsö i Skå socken. I samband med tätortsavgränsningen 2015 kom småorten att inkluderas i tätorten Tureholm.